# 輿地紀勝
《輿地紀勝》，200卷，王象之撰，是一部私撰南宋地理總志。
王象之是南宋金华（今属浙江省）人，庆元二年（1196年）进士，曾知江宁县。《輿地紀勝》初稿约于嘉定十四年（1221年）完成，至宝庆三年（1227年）全书始成。以往全國總志如《元和郡县志》、《太平寰宇记》、《元丰九域志》等都是官修书，體裁大致包括当代疆域、州县沿革、州境范围、四至八到、户口、物產、貢賦等分類。象之撰《輿地紀勝》的旨趣与上述总志迥异，例如将人物分为官吏、人物、仙释三门。《輿地紀勝》一書記載南宋东南十六路之疆域，下列府州沿革、縣沿革、風俗行勝、景物、故跡、官吏、人物、仙释、碑记、诗、四六等12門，並大量辑录人物、碑记、诗文资料。其資料量遠大於乐史《太平寰宇记》、王存《元丰九域志》、歐陽忞《輿地廣記》與祝穆《方舆胜览》。又其引书多為佚本，保存了数量可观已散佚的地志文献，可补史志缺略。钱大昕說：“史志于南渡事多缺略，此所载宝庆以前沿革详赡分明。”但本書只记南宋的版图，别无记述北方版图之篇帙。
明代传本已有缺佚。清初四库馆臣没見過《纪胜》。清钱大昕访求此书四十年，終得钱塘何氏影宋钞本，有缺页者共十六卷，尤其卷三十一全缺。清刘文淇纂《舆地纪胜校勘记》五十二卷，另有岑建功辑《舆地纪胜补阙》十卷。